# Mabuiag Island
Mabuiag Island är en ö i Australien. Den ligger i delstaten Queensland, omkring 2 300 kilometer nordväst om delstatshuvudstaden Brisbane. Arean är 6,9 kvadratkilometer. Den sträcker sig 3,5 kilometer i nord-sydlig riktning, och 4,0 kilometer i öst-västlig riktning.
Savannklimat råder i trakten. Genomsnittlig årsnederbörd är 1 737 millimeter. Den regnigaste månaden är januari, med i genomsnitt 465 mm nederbörd, och den torraste är september, med 2 mm nederbörd.